# Пелам (Нью-Гемпшир)
Пелам (англ. Pelham) — місто (англ. town) в США, в окрузі Гіллсборо штату Нью-Гемпшир. Населення — 14 222 особи (2020).

## Демографія
Згідно з переписом 2010 року, у місті мешкало 12 897 осіб у 4357 домогосподарствах у складі 3540 родин. Було 4598 помешкань
Расовий склад населення:
| - 96,0 % — білих - 1,7 % — азіатів - 0,6 % — чорних або афроамериканців - 0,1 % — корінних американців |

До двох чи більше рас належало 1,0 %. Частка іспаномовних становила 1,9 % від усіх жителів.
За віковим діапазоном населення розподілялося таким чином: 25,9 % — особи молодші 18 років, 63,6 % — особи у віці 18—64 років, 10,5 % — особи у віці 65 років та старші. Медіана віку мешканця становила 40,7 року. На 100 осіб жіночої статі у місті припадало 99,4 чоловіків;  на 100 жінок у віці від 18 років та старших — 98,8 чоловіків також старших 18 років.
Середній дохід на одне домашнє господарство  становив 117 324 долари США (медіана — 102 577), а середній дохід на одну сім'ю — 121 970 доларів (медіана — 111 875). Медіана доходів становила 71 068 доларів для чоловіків та 60 139 доларів для жінок. За межею бідності перебувало 3,5 % осіб, у тому числі 5,4 % дітей у віці до 18 років та 2,1 % осіб у віці 65 років та старших.
Цивільне працевлаштоване населення становило 7261 особа. Основні галузі зайнятості: освіта, охорона здоров'я та соціальна допомога — 20,3 %, виробництво — 14,5 %, науковці, спеціалісти, менеджери — 13,0 %, роздрібна торгівля — 12,4 %.